# James Cawthorn
James Cawthorn (21 décembre 1929 - 2 décembre 2008) est un écrivain britannique, scénariste et dessinateur.

## Biographie
Travail avec Michael Moorcock
Il est connu pour avoir longtemps collaboré avec Michael Moorcock. Il a adapté en comics les nouvelles les plus importantes concernant le champion éternel de ce dernier.
Ils ont également adapté le scénario du film Le Sixième Continent.